# Ligier JS21
O  JS21  é o modelo da Ligier da temporada de 1983 da F1. Condutores: Jean-Pierre Jarier e Raul Boesel.

## Resultados[1]
(legenda) 
| Ano  | Chassi | Motor                | Pneus | N° | Pilotos            | 1   | 2   | 3   | 4   | 5   | 6   | 7   | 8   | 9   | 10  | 11  | 12  | 13  | 14  | 15  | Pontos | Posição  |  |
| ---- | ------ | -------------------- | ----- | -- | ------------------ | --- | --- | --- | --- | --- | --- | --- | --- | --- | --- | --- | --- | --- | --- | --- | ------ | -------- |  |
|      |        |                      |       |    |                    |     |     |     |     |     |     |     |     |     |     |     |     |     |     |     |        |          |  |
|      |        |                      |       |    |                    | BRA | USW | FRA | SMR | MON | BEL | USE | CAN | GBR | GER | AUT | HOL | ITA | EUR | RSA |        |          |  |
| 1983 | JS21   | Ford Cosworth DFV V8 | M     | 25 | Jean-Pierre Jarier | Ret | Ret | 9   | Ret | Ret | Ret | Ret | Ret |     |     |     |     |     |     |     | 0      | NC (14º) |  |
| 1983 | JS21   | Ford Cosworth DFV V8 | M     | 26 | Raul Boesel        | Ret | 7   | Ret | 9   | Ret | 13  | 10  | Ret | Ret | Ret | NQ  | 10  | NQ  | 15  | NC  | 0      | NC (14º) |  |
| 1983 | JS21   | Ford Cosworth DFY V8 | M     | 25 | Jean-Pierre Jarier |     |     |     |     |     |     |     |     | 10  | 8   | 7   | Ret | 9   | Ret | 10  | 0      | NC (14º) |  |